# Jean-Paul Costa
Jean-Paul Costa (3. listopadu 1941 Tunis, Tunisko – 27. dubna 2023 Chantérac, Francie) byl francouzský právník.
V letech 1998–2011 byl soudcem Evropského soudu pro lidská práva, jehož předsedou byl zvolen s účinností od 19. ledna 2007.